# Barzanò
Barzanò est une commune italienne d'environ 5 200 habitants située dans la province de Lecco dans la région Lombardie, dans le nord de l'Italie.

## Administration
| Période                                  | Période | Identité | Étiquette | Qualité |
| ---------------------------------------- | ------- | -------- | --------- | ------- |
|                                          |         |          |           |         |
| Les données manquantes sont à compléter. |         |          |           |         |

### Hameaux
Torricella, San Feriolo, 
Dagò, Villanova

### Communes limitrophes
Barzago, Cassago Brianza, Cremella, Monticello Brianza, Sirtori, Viganò

## Personnalités nées à Barzanò
- Gabrio Maria Nava (17 avril 1758 - Barzanò, archidiocèse de Milan † 2 novembre 1831 - Brescia), homme d'Église, évêque italien de l'Église catholique romaine des XVIIIe et XIXe siècles.

## Personnalités liées à la commune
- x